# Moenkhausia dichroura
Moenkhausia dichroura är en fiskart som först beskrevs av Kner, 1858.  Moenkhausia dichroura ingår i släktet Moenkhausia och familjen Characidae. Inga underarter finns listade i Catalogue of Life.